# Alu kurumba
L'alu kurumba (autonyme ālu kuṟumba) est une langue dravidienne, parlée par environ 2 500 Kurumbas qui vivent  dans les collines de Nilgiri situées dans l'État de Tamil Nadu, en Inde.